# Dunfermline
Dunfermline (gael. Dùn Phàrlain) – miasto (city) w Szkocji, w regionie Fife. Miasto usytuowane jest w pobliżu zatoki Firth of Forth na Morzu Północnym.
Miasto jest historyczną stolicą Szkocji. Robert I Bruce został pochowany w tutejszym opactwie Dunfermline Abbey założonym w 1070 roku. Jest otoczone od północy po południe doliną Pittencrieff. W 2005 r. miasto liczyło ok. 39 tys. mieszkańców.
W mieście rozwinął się przemysł włókienniczy, maszynowy oraz metalowy.

## Osoby pochodzące z Dunfermline
- Robert Henryson – poeta (zm. ok. 1500)
- Andrew Carnegie – przemysłowiec (zm. 1919)
- Pete Agnew – założyciel zespołu rockowego Nazareth
- Lee Agnew – brat Pete'a, od 1999 roku perkusista zespołu
- Ian Anderson – lider rockowej grupy Jethro Tull

## Galeria

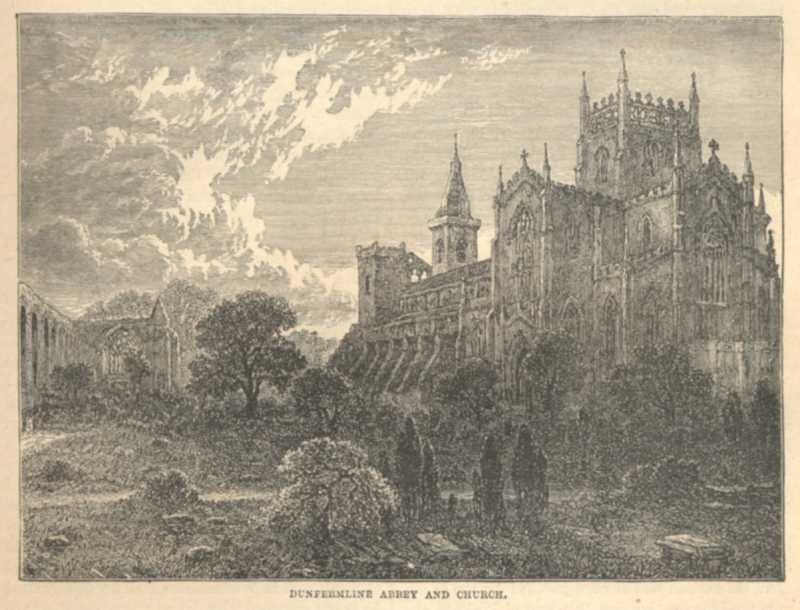
Opactwo Dunfermline, grafika z 1902 r.
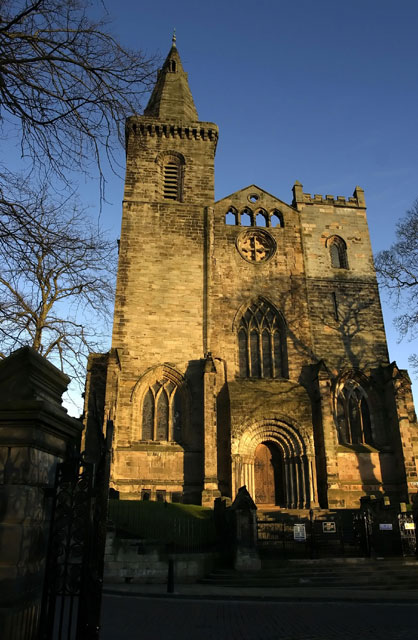
Opactwo Dunfermline – główne wejście.
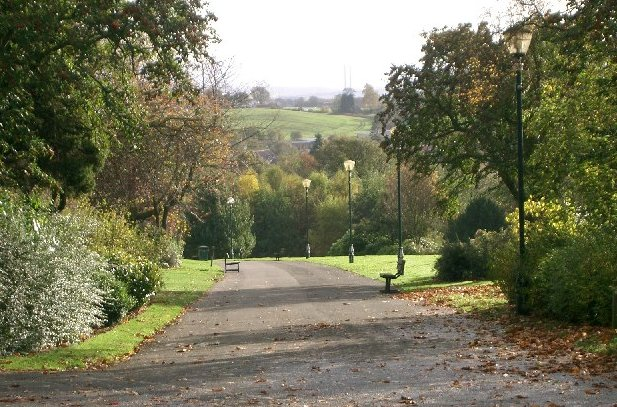
Park Pittencrieff znany jako The Glen.

## Miasta partnerskie
Dunfermline posiada następujące miasta partnerskie:
- Albufeira
- Logroño
- Sarasota
- Trondheim
- Vichy
- Wilhelmshaven